# 興亜院
興亜院（こうあいん、旧字体：興亞院）は、第1次近衛内閣が昭和13年（1938年）12月16日に開設した日本の国家機関の一つ。日中戦争によって中国大陸での戦線が拡大し占領地域が増えたため、占領地に対する政務・開発事業を統一指揮するためにで設けられた。「大アヘン政策」を実施した。

## 概要
阿片は当時も違法な物質であり、関東庁阿片総局は中国人向け医薬品として阿片を管理していた。、しかしながら、1919年には民政署長の中野有光、拓殖局長官古賀廉造大審院検事、また樺太庁長官平岡定太郎が、阿片総局に絡んで密売事件を起こしている。
興亜院の院長は総裁で、内閣総理大臣が兼任した。総裁の下に副総裁4名と総務長官、政務部・経済部・文化部の各部長で構成された（副総裁は陸軍大臣・海軍大臣・外務大臣・大蔵大臣の兼任であった）。
興亜院設置をめぐっては外務省が強硬に反対したが、結局、満州政策における対満事務局と同様の機関として新設された。興亜院の設置は外務省の対中外交に関する権限の縮小につながり、宇垣一成外相の辞任の一因となった。
興亜院は1938年（昭和13年）12月16日に発足したが、同月末に近衛首相が総理大臣を辞任したため、「大アヘン政策」は、平沼内閣及び同大蔵大臣石渡荘太郎、興亜院経済部長の日高信六郎が主となって執行した。
興亜院は実質的には陸軍の出先機関に近く、初代長官には陸軍中将の柳川平助が就いたほか、最重要ポストの政務部長も陸軍出身者が占めた。また、政務部第一課と第二課は海軍大佐と陸軍大佐がポストを分け、外務省からは経済部長や政務部第三課などの地位に就くにとどまった。
現地には連絡機関として蒙疆（張家口）・華北（北京）・華中（上海）・華南（廈門）に分割した上で興亜院の「連絡部」が設けられた。華北連絡部には出張所が置かれ、後に大東亜省に改編されたときには青島総領事館となった。占領地では軍政を行うため興亜院の幹部も主に陸海軍の将校で占められた。
興亜院の設置により、外務省東亜局の任務は興亜院が主催する各種会合に出席して意見を述べる連絡事務が主となり、実際にも外務省の主管外とされる事項が拡大していたため、その発言権は極めて限られることとなった。
興亜院の4カ年計画は1939年から1942年にかけて執行され、昭和17年（1942年）11月1日には拓務省・対満事務局・外務省東亜局・同省南洋局と共に統合・改編され大東亜省に変わる。一部の機能は逓信省と鉄道省を合体させた1943年の運輸通信省にも吸収されたと見られる。
後に内閣総理大臣となる大平正芳は興亜院の蒙疆連絡部や経済部で勤務していたことがある。1939年6月から1940年10月まで、大平正芳は蒙疆連絡部経済課主任、課長を歴任した。その任官中、興亜院が主導する阿片政策をその重用な職務のひとつとして遂行した、という最新の研究成果がある。大平内閣の閣僚でもあった大来佐武郎、伊東正義、佐々木義武もまた官僚時代、興亜院勤務で大陸に渡っていた。このため、自民党内からは「興亜院内閣」と揶揄されていた。

## 興亜院の人事
※「(心)」は心得を表す。

### 総務長官
- 柳川平助 陸軍中将：昭和13年12月16日 - 昭和15年12月21日
- (心)鈴木貞一 陸軍中将：昭和15年12月23日 - 昭和16年4月4日
- (心)及川源七 陸軍中将：昭和16年4月7日 - 昭和17年11月1日（政務部長を兼ねる）

### 経済部長
- 日高信六郎

### 政務部長
- 鈴木貞一 陸軍少将：昭和13年12月16日 - 昭和16年4月4日
- 及川源七 陸軍中将：昭和16年4月7日 - 昭和17年11月1日

#### 政務部第1課長
- 白石万隆 海軍大佐：昭和13年12月16日 - 昭和14年11月15日
- 石川信吾 海軍大佐：昭和14年11月15日 - 昭和15年11月1日
- 大西敬一 海軍大佐：昭和15年11月1日 - 昭和16年10月15日
- 田中穣 海軍大佐：昭和16年10月15日 - 昭和17年11月1日

#### 政務部第2課長
- 塩沢清宣 陸軍大佐：昭和13年12月16日 - 昭和15年3月9日
- 吉野弘之 陸軍大佐：昭和15年3月9日 - 昭和15年12月23日
- 真方勲 陸軍中佐：昭和15年12月23日 - 昭和17年11月1日

### 文化部長
- （扱）柳川平助 陸軍中将：昭和13年12月16日 - 昭和14年1月10日（本職は総務長官）
- 松村䏋 ：昭和14年1月10日 - 昭和17年11月1日
- 事務

伊東孝利、渡辺文太郎、高橋貞造、杉浦斎（以上外務省嘱託）　

### 華北連絡部長官
- 喜多誠一 陸軍中将：昭和14年3月10日 - 昭和15年3月1日
- 森岡皐 陸軍少将：昭和15年3月9日 - 昭和16年3月1日
- (心)塩沢清宣 陸軍少将：昭和16年3月1日 - 昭和17年11月1日

#### 華北連絡部次長
- 根本博 陸軍少将：昭和14年3月10日 - 昭和14年8月1日
- 森岡皐 陸軍少将：昭和14年8月1日 - 昭和15年3月9日
- 塩沢清宣 陸軍少将：昭和15年4月11日 - 昭和17年11月1日

### 青島出張所長
- 柴田弥一郎 海軍大佐：昭和14年3月10日 - 昭和15年8月8日
- 多田武雄 海軍大佐：昭和15年8月8日 - 昭和16年8月20日
- 緒方真記 海軍大佐：昭和16年8月20日 - 昭和17年11月1日

### 蒙疆連絡部長官
- 酒井隆 陸軍少将：昭和14年3月10日 - 昭和15年3月9日
- 竹下義晴 陸軍少将：昭和15年3月9日 - 昭和16年12月8日
- 岩崎民男 陸軍少将：昭和16年12月8日 - 昭和17年11月1日

### 華中連絡部長官
上海では大アヘン政策の実施機関として華中宏済善堂が設立され、その幹部の里見甫（民間人）が活動を取り仕切っていた。
- 津田静枝 海軍予備中将：昭和14年3月10日 - 昭和16年5月7日
- 太田泰治 海軍中将：昭和16年5月7日 - 昭和17年11月1日

#### 華中連絡部次長
- 楠本実隆 陸軍少将：昭和14年3月10日 - 昭和15年4月10日
- (心)及川源七 陸軍少将：昭和15年4月10日 - 昭和16年4月7日
- 井上靖 陸軍少将：昭和16年4月7日 - 昭和16年6月7日
- (心)落合甚九郎 陸軍少将：昭和16年6月7日 - 昭和17年11月1日

### 厦門連絡部長官
- 水戸泰造 海軍少将：昭和14年3月10日 - 昭和15年7月1日
- 太田泰治 海軍少将：昭和15年7月1日 - 昭和16年5月7日
- 福田良三 海軍少将：昭和16年5月7日 - 昭和17年8月1日
- 原田清一 海軍少将：昭和17年8月1日 - 昭和17年11月1日

#### 厦門連絡部政務部長
- 原 忠一 海軍大佐：昭和14年3月10日 - 昭和14年11月15日
- 中堂観恵 海軍大佐：昭和14年11月15日 - 昭和15年8月27日
- 庄司芳吉 海軍大佐：昭和15年9月27日 - 昭和16年9月20日

## 叙位・叙勲
東條英機内閣は1942年〈昭和17年〉2月、興亜院にかかる江藤昌之、江原幹三を従五位、弁護士の岩城重男及び大蔵官僚の大槻義公を従六位、ほか志智嘉九郎、小沼亨ら4名を従七位に叙位した。